# Komárom
Komárom es una ciudad ("város") del condado de Komárom-Esztergom, en el noroeste de Hungría. También es conocida por sus nombres en croata y en serbio, Komoran; en eslovaco, Komárno; y en alemán, Komorn. Se encuentra a orillas del río Danubio, en la frontera de Hungría con Eslovaquia. 
La actual ciudad de Komárom era en origen una pequeña población conocida como Újszőny al otro lado del Danubio respecto a la verdadera Komárom (o sea, la actual Komárno en Eslovaquia). En el año 1892 las localidades de Komárom y Újszőny fueron unidas mediante un puente de hierro y en 1896 se unificaron bajo el nombre de Komárom. En 1920, debido al Tratado de Trianon, la ciudad fue dividida por la nueva frontera con Checoslovaquia. La parte septentrional, que ahora pertenece a Eslovaquia, recibió el nombre de Komárno en eslovaco, mientras que en húngaro sigue llamándose oficialmente Komárom, al igual que su correspondiente de Hungría. Ahora ambas ciudades, Komárom y Komárno, están conectadas por dos puentes: el antiguo de hierro y uno nuevo de elevación vertical. Estas ciudades solían ser un paso de aduana entre Hungría y Checoslovaquia (y posteriormente Eslovaquia), hasta que ambos países pasaron a formar parte del espacio Schengen. 
La fortaleza que se encuentra en Komárom jugó un papel importante en la revolución húngara de 1848.

## Lugareños
- Franz Heckenast (1889-1939), oficial austriaco y opositor del nacionalsocialismo.
- Theodor Körner (1873-1957), quinto presidente de Austria, entre 1951 y 1957.
- Zoltán Czibor (1929-1997), futbolista.

## Ciudades hermanadas
Komárom está hermanada con:
- Judendorf-Straßengel, Austria
- Komárno, Eslovaquia
- Lieto, Finlandia
- Naumburg, Alemania
- Sebeş, Rumanía
- Sosnowiec, Polonia